# San Carlos (Negros Occidental)
San Carlos è una città componente delle Filippine, situata nella Provincia di Negros Occidental, nella Regione di Visayas Occidentale.
L'intero territorio della municipalità è parte del Parco naturale del monte Kanla-on, istituito nel 1997  dall'allora presidente delle Filippine Gloria Arroyo.
San Carlos è formata da 18 baranggay:
- Bagonbon
- Barangay I (Pob.)
- Barangay II (Pob.)
- Barangay III (Pob.)
- Barangay IV (Pob.)
- Barangay V (Pob.)
- Barangay VI (Pob.)
- Buluangan
- Codcod
- Ermita
- Guadalupe
- Nataban
- Palampas
- Prosperidad
- Punao
- Quezon
- Rizal
- San Juan